# Szincitium
A szincitium (görögül syncytium) több sejtmagot tartalmazó sejtegység, sejtfal nélkül egymásba folyó sejtek. Szincitiumsejtek a magzatot tápláló méhlepénysejtek. Sokmagvú óriássejtek. A szívizom szövettani jellemzője, hogy módosult simaizomsejtek alkotják, a sejtek összefüggő hálózatot (syncytiumot) alkotnak.

## Fiziológiás példák

### Növények
A növény fejlődése során előfordulnak szincitiumok, ezekre példák a fejlődő endospermiumok, valamint a tagolatlan laticiferek sejtjei.